# Scathophaga aldrichi
Scathophaga aldrichi är en tvåvingeart som först beskrevs av Malloch 1920.  Scathophaga aldrichi ingår i släktet Scathophaga och familjen kolvflugor. Inga underarter finns listade i Catalogue of Life.